# Occupation japonaise des Philippines

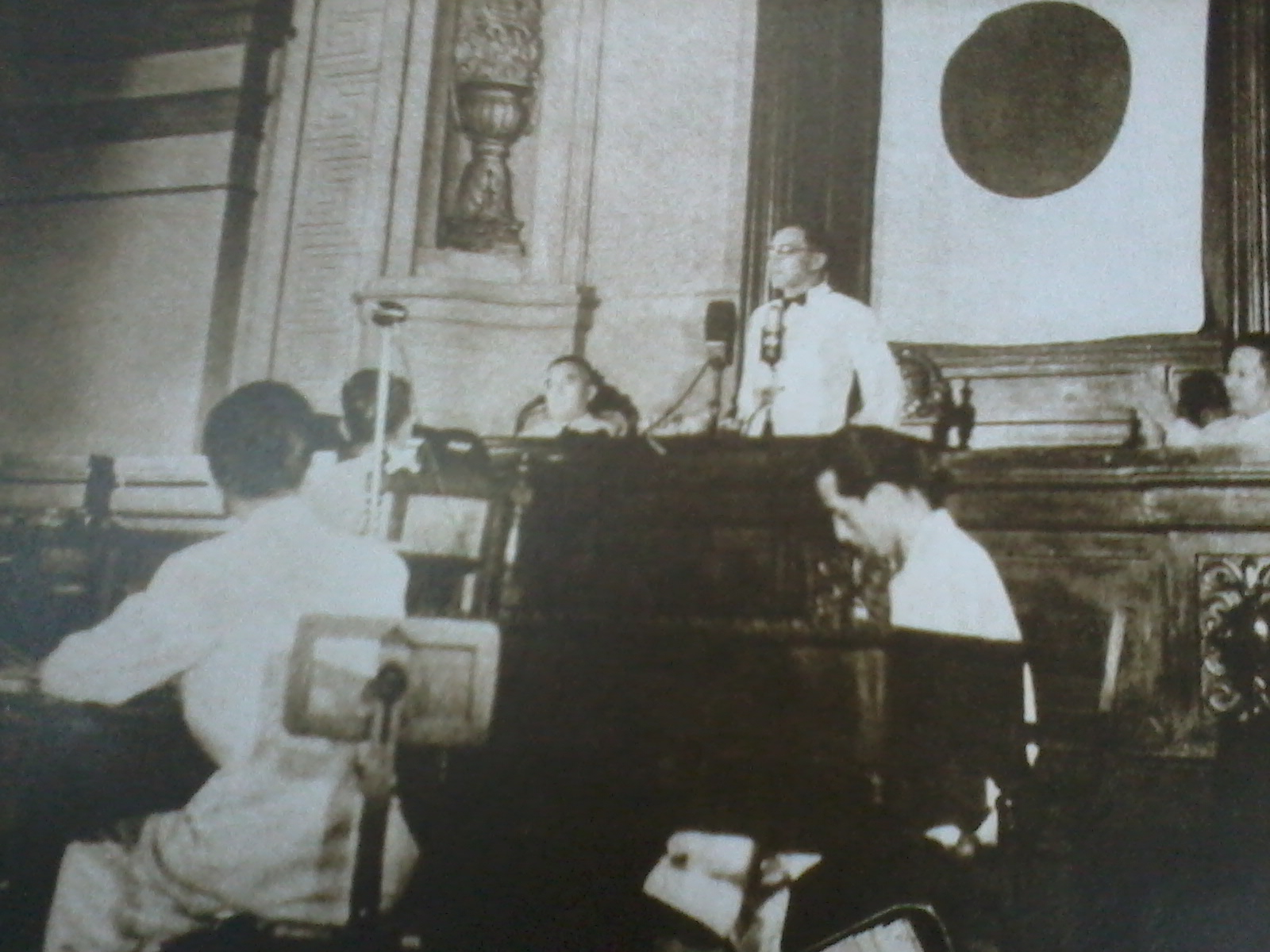
José P. Laurel, président du gouvernement collaborateur fantoche mis en place par le Japon aux Philippines durant l'occupation.

L'occupation japonaise des Philippines, qui était alors un Commonwealth sous domination américaine, a eu lieu de 1942 à 1945, durant la guerre du Pacifique et la Seconde Guerre mondiale. 
À la suite de l'attaque de Pearl Harbor, l'Armée impériale japonaise envahit les Philippines en décembre 1941 et vainc les troupes américano-philippines en mai 1942.
L'occupation japonaise, qui dure de 1942 jusqu'à la fin de la guerre en 1945, est marquée par la mise en place d'un gouvernement collaborateur fantoche appelé la Seconde République des Philippines et de nombreuses exactions contre les populations civiles. L'occupation est entravée par une forte résistance armée, si bien que les Japonais n'ont jamais pu contrôler la totalité du pays, ainsi que le retour des troupes américaines en 1944, bien que la reconquête se poursuit jusqu'à la fin de la Seconde Guerre mondiale.
Entre 500 000 et un million de civils sont morts durant l'occupation.